# Budăi, Iași
Budăi este o localitate componentă a orașului Podu Iloaiei din județul Iași, Moldova, România.

## Scurtă prezentare a spațiului geografic

### Așezare și vecini
Localitatea Budăi este situată în partea de nord – est a țării și este traversată de paralela de 47°13′ latitudine nordică și meridianul de 27°13′ longitudine estică. Ea face parte din orașul Podu Iloaiei, învecinându-se la est cu localitatea sa principală; la nord se află limita orașului cu comuna Erbiceni, iar la nord-vest cea cu comuna Bălțați. Spre sud, se află satul Cosițeni component al orașului; și la sud-vest, limita orașului cu comuna Lungani.
Din punct de vedere geografic, se află la est de Carpații Orientali, în Podișul Moldovei, mai exact în Depresiunea Jijia – Bahlui, între râul Bahlui, la nord și pârâul Bahluieț la sud.
Localitatea se află pe fostul Drum Mare, care face legătura între Iași și Târgu Frumos, legătură rutieră asigurată astăzi de șoseaua națională DN28.

### Relieful
Localitatea Budăi are un relief variat, fiind aşezată în Podişul Moldovei, mai exact în partea central – sudică a Câmpiei Moldovei, în Depresiunea Jijia – Bahlui. Câmpia Moldovei este înconjurată de alte regiuni mult mai înalte spre sud şi vest (Podişul Central Moldovenesc şi Podişul Sucevei), ceea ce îi conferă un caracter de vastă depresiune ce se continuă şi dincolo de Prut.
Mai exact, Budăiul este aşezat pe o terasă din stânga pârâului Bahluieţ şi a lacului artificial. În partea de nord se află dealul Budăiul lui Raţă sau dealul Raţa, cu o altitudine de peste 160 m. Din localitatea Budăi izvorăşte pârâul cu acelaşi nume, care se varsă în stânga pârâului Bahluieţ.
Orientarea râului Bahlui şi a pârâului Bahluieţ este transversală în raport cu orientarea generală a straturilor geologice, conducând la o asimetrie a profilului transversal. Astfel, versantul nordic al acestor două cursuri de apă
prezintă o înclinaţie conformă cu înclinarea straturilor structurale, coborând în mai multe niveluri de terasă racordate prin pante domoale. Versantul sudic este orientat contrar înclinării straturilor, mai abrupt şi afectat de procese de degradare a solului, având un aspect de cuestă.
Pe teritoriul localităţii se află, ca principale formaţiuni geografice, Şesul Bahluieţului, terasele Bahluieţului, Şesul Bahluiului, terasele Bahluiului şi cuestele. 
Relieful satului oferă terenuri de platou bune pentru agricultură, căi de comunicaţie şi aşezări, dar şi zone de versanţi cu pante accentuate şi cu degradări care necesită lucrări de îmbunătăţiri funciare.

### Clima
Clima are un caracter continental de nuanţă excesivă, caracterizat prin veri călduroase şi secetoase şi ierni geroase cu viscole.
Temperatura medie anuală este cuprinsă între 90C şi 100C, având un maxim în luna ianuarie de sub 40C. Aceste valori dau amplitudine termică anuală de peste 250C, ceea ce demonstrează existenţa unui continentalism foarte accentuat. Acelaşi caracter puternic continental este dat şi de valorile temperaturilor extreme, maximele absolute
depăşind +380C, iar temperaturile minime ajungând şi până la -360C, chiar -380C.
Precipitaţiile sunt relativ reduse, valoarea medie anuală fiind între 450 ml – 500 ml/m2 şi au un caracter neuniform, cele mai mari cantităţi căzând în luna iunie (60 – 70 ml/m2, în medie), iar cele mai mici în
lunile februarie – martie (20 – 25 ml/m2, în medie).
Vânturile sunt neregulate, bătând frecvent dinspre
nord-vest, nord, sud-est şi vest. Uneori suflă crivăţul, mai ales iarna, cu viteze ce ating 30 – 35 m/sec., aducând zăpadă, furtuni de zăpadă şi ger, şi sporadic
vara, aducând un aer fierbinte şi uscat din răsărit.

### Hidrografia și solurile
Reţeaua hidrografică din zonă este alcătuită din râul Bahlui, pârâul Bahluieţ şi pârâul Budăi. Regimul hidrografic al acestor cursuri de apă se caracterizează prin variaţii ale nivelelor şi debitelor, cu creşteri ale acestora primăvara şi vara şi cu scurgeri minime toamna şi iarna.
Cea mai importantă acumulare de apă de pe teritoriul localităţii Budăi o reprezintă lacul artificial construit în anul 1965 pe cursul pârâului Bahluieţ, la 2,5 Km în amonte de confluenţa cu râul Bahlui (pe locul vechiului iaz Budăi.(”Budăiu – iezişor lângă satul Budăiu, comuna Sârca, plasa Cârligătura, format de pârâul Budăiu”), cu scopul de a scoate de sub efectul inundaţiilor oraşul Iaşi şi zona industrială
a acestuia. Lacul are şi scop piscicol, dar asigură şi necesarul de apă pentru irigarea culturilor agricole din zonă.
Zona satului Budăi este bogată în ape subterane, care sunt puse în evidenţă de apariţia unor izvoare. De altfel, şi denumirea de Budăi este dată după fântâna Budăi (Cf. Constantin Todi, fost professor de istorie la Şcoala ”Al. I. Cuza”, Podu
Iloaiei, în Monografia comunei Podu Iloaiei, judeţul Iaşi.. Credem, totuşi, că denumirea satului vine de la una dintre îndeletnicirile de bază ale localnicilor, şi anume butnăritul, producerea de butoaie.) din Valea Chisarului, locul unde s-au aşezat întâi temeliile satului.
Solurile caracteristice din teritoriu sunt reprezentate de cernoziomuri formate pe terasele Bahluiului şi pe înălţimile sub formă de platouri colinare din partea superioară a coastei Bahluieţ – Bahlui. Pe versanţii cu pante accentuate apar soluri degradate în anumite proporţii.

### Vegetația și fauna
Pe solurile din teritoriul localităţii se dezvoltă o vegetaţie reprezentată prin pajişti de silvo – stepă şi păduri. Pădurile, ca resurse naturale, sunt formate din gorun şi fag. 
Pe pajiştile existente se întâlnesc plante ca: golomăţul, iarba câmpului, pir, coada vulpii, rogosuri, trifoi roşu, trifoi alb, muşeţel şi multe alte specii. În unele bălţi apare stuful şi papura. În sectoarele cu sărătură cresc iarba de sărătură şi păiuşca. Pe izlazuri cresc buruienile cu spini şi buruienişul cu scai măgăresc.
Vegetaţia lemnoasă este reprezentată de specii de salcâm, pin, molid, porumbar, plop şi salcie.
Fauna este caracteristică silvo – stepei, fiind reprezentată de rozătoare
ca popândăul, hârciogul, şoarecele de câmp şi iepurele de câmp. Sporadic se mai întâlnesc şi alte specii de animale, cum ar fi mistreţul, vulpea, cârtiţa şi căprioara. Păsările sunt reprezentate de pescăruşul alb, fazanul, vrabia, ciocănitoarea, graurul, ţarca, sticletele, cucu, şoimul, bufniţa şi pupăza.
În concluzie, satul Budăi, cu un relief variat, este străbătut de două cursuri de apă mai importante, şi anume pârâul Bahluieţ şi râul Bahlui, având o faună şi o vegetaţie specifice zonelor de silvo – stepă.

## Istorie

### Începuturile comunității
Teritoriul actualului sat Budăi (în prezent cartier al orașului Podu Iloaiei) a fost locuit din cele mai vechi timpuri. În jurul său au fost descoperite resturi de cultură materială (ceramică de tip Cucuteni și din perioada migrațiilor) datând din secolele II, III, IV d. Hr.
Nu există dovezi din care să rezulte o continuitate a acelor populații, mai ales că acest teritoriu a fost bântuit de diferite triburi migratoare, începând cu goții (sec. II d.Hr.), gepizii (sec. III – IV)(După invazia hunilor (375 - 453), gepizii, împreună cu ostrogoții, au devenit vasali și mercenari în oastea lui Attila. După moartea acestuia, gepizii s-au revoltat împotriva foștilor stăpâni, hunii, slăbiți de înfrângerile suferite în ultimele raiduri de pradă și jaf prin Europa. Învingători în 454 asupra resturilor hunice în bătălia de la Nedao, gepizii au
luat în stăpânire partea de est a Pannoniei (Câmpia Tisei) și vestul Daciei postromane.), hunii (sec. IV – V),slavii (sec. VI), pecenegii (sec. X – XI),cumanii (sec. XI – XII)(Invazia tătarilor i-a silit pe cumani să se retragă, o parte peste Dunăre, iar o alta în Ungaria, unde regele Béla al IV-lea, i-a colonizat lângă Tisa (1239). Risipit în toate direcțiile, în scurt timp poporul cuman a dispărut. O mare parte dintre cumanii din Ungaria s-au reîntors după 1290 (anul morții „mentorului”
lor, regele Ungariei Ladislau „Cumanul”) în nordul Mării Negre unde s-au contopit cu populația turcică (tătară) din hanatul mongol Hoarda de Aur. În toponimia Moldovei și Munteniei, dar și a Transilvaniei de Sud, au rămas multe locuri care păstrează denumiri cum ar fi : Comani, Comana, Comanca, Comănești, Teleorman, Caracal, Horez, Dărmănești, Cozia, Ozun etc., dar și numele personal ori de familie Coman, Comaniciu, Comăneci.) și tătarii (sec. XIII). O dovadă de natură lingvistică a trecerii prin aceste teritorii a populațiilor migratoare este hidronimul Bahlui, care în limba cumanilor ar fi însemnat ”pârâu
mocirlos”(Semnificație: probabil rom. ’balhui’,’baltă, mlaștină’ cunoscut mai ales în Muntenia, în zona montană a Buzăului ’balhoi’,’noroi’, etimologie: din rom. ’bahnă’ de origine nord slav., cu derivat verbal ’a bâhni, bâhli’,’a mirosi urât, a se strica – cu referire la ape’ din care s-a format apoi substantivul, sau poate adjectivul ’balhui’ similar fonetic altor entopice cu sensul ’baltă’ și anume ’bâlc’,’bâlhac’, alternanța ’lh’/’hl’ la fel ca în ’sihlă’/’silhă’ În general hidronimele cu sufixul ‘-ui’ sunt
considerate de origine turcică.). 
Posibil ca, din cauza năvălirii repetate a
popoarelor migratoare, așezarea să fi fost mult timp nelocuită, însă în  lipsa unor dovezi istorice în acest sens,
această afirmație rămâne doar la nivelul de presupunere.
Prima atestare documentară a acestei așezări o
avem din timpul lui Ștefan cel Mare, despre care Matei de Murano, medicul venețian ce l-a îngrijit pe
voievod, scria la 7 decembrie 1502 că „este un om foarte înțelept,, vrednic de multă laudă și iubit mult de supuși,fiindcă este îndurător și drept, foarte veghetor și darnic, bine încă
(prosperoso de la persona) pentru vârsta lui, de nu l-ar fi apăsat această boală. Turcii au mare frică de acest Domn.”
Același medic scria despre moldoveni că „sunt oameni viteji (valenti homini) și oameni de fapte (homini de fatti), nu de fraze și nu de stat pe saltea (so li pimazi), ci în războiu”, iar țara locuită de aceștia „este roditoare și foarte plăcută și bine așezată, bogată în animale și în toate roadele. Grâul se seamănă în aprilie și mai și se adună în august și septembrie. Vinurile sunt ca în Friul, pășunile perfecte și ar putea să hrănească peste 100.000 de cai.”
La 12 septembrie 1468 (6976) la Suceava, printr-un hrisov domnesc, Ștefan cel Mare confirmă lui Frâncu, Trifu, Ivan și Isaiia stăpânirea peste satul lor de baștină Frânceștii la Cârligătură, cu moara și seliștelece se țineau de ea, „să le fie lor (...) uric și cu tot venitul lor.”